# Mohamed Yattara
Mohamed Lamine Yattara (Conakry, 28 luglio 1993) è un calciatore guineano, attaccante dell'Al Dhafra e della nazionale guineana.

## Carriera

### Club
Inizia la sua carriera professionistica nel 2009, nella squadra riserve del Lione, dove rimane per due stagioni; in seguito passa in prestito all'Arles Avignone, con cui gioca 19 partite e segna 5 gol. Nella stagione 2012-2013 passa, sempre in prestito, al Troyes, squadra di Ligue 1, con cui segna 3 gol in 23 presenze. Nella stagione 2013-2014 passa in prestito all'Angers, squadra di Ligue 2, la seconda serie francese. Il 1º luglio 2014 ritorna al Lione, nella quale rinnova il suo contratto fino al 2018
Il 17 luglio 2015 viene ceduto a titolo definitivo ai belgi dello Standard Liegi, con i quali realizza un gol in 12 presenze nella prima divisione belga; nel gennaio del 2016 passa in prestito all'Angers, in Ligue 1. Terminato il prestito, torna allo Standard Liegi.
Dal 2017 al 2020 gioca nell'Auxerre, nella seconda divisione francese, dove totalizza complessivamente 15 reti in 54 partite di campionato giocate. Tra il 2020 ed il 2021 è invece al Sichuan Jiuniu, nella seconda divisione cinese (campionato in cui segna 3 gol in 15 partite giocate), per poi tornare nuovamente a giocare nella seconda divisione francese, questa volta al Pau, dove rimane fino al termine della stagione 2022-2023. Nella stagione 2023-2024 mette invece a segno 18 reti in 28 presenze nella prima divisione armena con la maglia dell'Ararat-Armenia (con cui vince anche una Coppa d'Armenia), per poi a fine stagione accasarsi all'Al Dhafra, nella seconda divisione emiratina.

### Nazionale
Dal 2012 gioca in nazionale; nel 2015 e nel 2019 partecipa alla Coppa d'Africa.

## Palmarès

### Club

#### Competizioni nazionali
- Coppa d'Armenia: 1

Ararat-Armenia: 2023-2024